# Ed Kea
Adriaan Jozef (Ed) Kea (Weesp, 19 januari 1948 – 31 augustus 1999) was een Nederlands-Canadees ijshockeyspeler.

## Levensloop
Ed Kea werd op 19 januari 1948, als Ad Kea, geboren in het Noord-Hollandse Weesp als zoon van Cor Kea en Bertha Vendrig. Op zijn vierde echter emigreerde de 16-koppige familie Kea (vader, moeder en veertien kinderen) naar Collingwood (Ontario), waar Ed, net als zovele Canadese jongens van zijn leeftijd, de ijshockeysport leerde kennen. Hij speelde, als verdediger, voor de Collingwood Legionnairs en de Collingwood Kings.
Op 6 oktober 1972 tekende Ed Kea, als free agent, bij de Calgary Flames. Pas in het seizoen '73/'74 maakte hij zijn daadwerkelijke NHL-debuut voor de Flames. Dat seizoen kwam hij tot drie wedstrijden, nul doelpunten en twee assists. Hij was vanaf dat moment de eerste in Nederland geboren speler die een punt pakte in de National Hockey League. Zijn eerste doelpunt volgde in het seizoen '74/'75. Na zes seizoenen Calgary werd Kea 'getrade' naar Saint Louis, waar hij, op 26 december 1979, tegen de Chicago Blackhawks zijn eerste treffer scoorde. Na 615 wedstrijden, 32 doelpunten en 149 assists (inclusief play-offs) in de NHL deed hij een stapje terug en ging voor het farmteam van de Blues in Salt Lake City spelen.
Op 7 maart 1983 liep Kea als speler van de Salt Lake City Golden Eagles ernstig hoofdletsel op toen hij, in een duel met George McPhee en Mike Backman van de Tulsa Oilers, in de boarding werd gereden en vervolgens, met het gezicht voorover, op het ijs klapte. Kea droeg nooit een helm, en ook nu niet. Bewusteloos werd hij van het ijs gehaald en met spoed naar het ziekenhuis gebracht. Een levensreddende hersenoperatie was noodzakelijk en pas na twee weken ontwaakte Kea uit zijn coma. Hij hield er ernstige spraakproblemen en vergeetachtigheid aan over. Later kwam hij zelfs in een rolstoel terecht. Omdat het ongeluk gebeurde in zijn laatste contractjaar bij de Saint Louis Blues en hij op dat moment niet in de NHL speelde, maar in de CHL, was de uitkering die Kea ontving uiterst karig. Dit kwam dubbel zo hard aan omdat hij vanaf dat moment fysiek niet meer in staat is om überhaupt nog te kunnen werken.
Op 31 augustus 1999 overleed Kea op 51-jarige leeftijd: hij verdronk. Velen denken dat de voormalige verdediger van de Atlanta Flames en de Saint Louis Blues met opzet, in zijn rolstoel, het water in is gereden omdat hij zijn eigen aftakeling niet onder ogen kon zien en hij niet meer voor zijn gezin (vrouw en vier kinderen) kon zorgen.
Ed Kea, oom van Jeff Beukeboom en neef van Joe Nieuwendyk (twee vermaarde NHL'ers), is de eerste in Nederland geboren ijshockeyer die gescoord heeft in de National Hockey League.